# Pseudoterpna unilineata
Pseudoterpna unilineata är en fjärilsart som beskrevs av Barend J. Lempke 1936. Pseudoterpna unilineata ingår i släktet Pseudoterpna och familjen mätare. Inga underarter finns listade.